# Centralafrikanska republiken i olympiska sommarspelen 1996
Centralafrikanska republiken deltog i de olympiska sommarspelen 1996 med en trupp bestående av 5 deltagare, men ingen av landets deltagare erövrade någon medalj.

## Friidrott
Herrar
| Idrottare        | Gren                | Heat omgång 1 | Heat omgång 1 | Heat omgång 2    | Heat omgång 2    | Semifinal        | Semifinal        | Final            | Final            |
| Idrottare        | Gren                | Tid           | Placering     | Tid              | Placering        | Tid              | Placering        | Tid              | Placering        |
| ---------------- | ------------------- | ------------- | ------------- | ---------------- | ---------------- | ---------------- | ---------------- | ---------------- | ---------------- |
| Martial Biguet   | Herrarnas 400 meter | 48.92         | 53            | Gick inte vidare | Gick inte vidare | Gick inte vidare | Gick inte vidare | Gick inte vidare | Gick inte vidare |
| Ernest Ndissipou | Herrarnas maraton   | N/A           | N/A           | N/A              | N/A              | N/A              | N/A              | 2:35:55          | 97               |

Fältgrenar
| Idrottare        | Gren                    | Kval     | Kval      | Final            | Final            |
| Idrottare        | Gren                    | Resultat | Placering | Resultat         | Placering        |
| ---------------- | ----------------------- | -------- | --------- | ---------------- | ---------------- |
| Mickaël Conjungo | Damernas diskuskastning | 55.34    | 34        | Gick inte vidare | Gick inte vidare |

Damer
| Idrottare        | Gren               | Heat omgång 1 | Heat omgång 1 | Heat omgång 2    | Heat omgång 2    | Semifinal        | Semifinal        | Final            | Final            |
| Idrottare        | Gren               | Tid           | Placering     | Tid              | Placering        | Tid              | Placering        | Tid              | Placering        |
| ---------------- | ------------------ | ------------- | ------------- | ---------------- | ---------------- | ---------------- | ---------------- | ---------------- | ---------------- |
| Denise Ouabangui | Damernas 400 meter | 55.74         | 46            | Gick inte vidare | Gick inte vidare | Gick inte vidare | Gick inte vidare | Gick inte vidare | Gick inte vidare |
| Virginie Gloum   | Damernas maraton   | N/A           | N/A           | N/A              | N/A              | N/A              | N/A              | Fullföljde inte  | Fullföljde inte  |